# 京都市立上高野小学校
京都市立上高野小学校（きょうとしりつ かみたかのしょうがっこう）は、京都府京都市左京区上高野松田町8に所在する公立小学校。

## 沿革
- 1975年（昭和50年）2月 - 修学院小学校上高野分校として開設される[1]。
- 1976年（昭和51年）4月 - 京都市立修学院小学校より独立し、京都市立上高野小学校となる。

## 公式サイト
- 京都市立上高野小学校